# Фролов Сергій Вікторович
Сергі́й Ві́кторович Фроло́в (5 жовтня 1985 — 9 лютого 2015) — солдат Збройних сил України, учасник російсько-української війни.

## Життєпис
З дитинства ходив до церкви, паламарював; 2003 року закінчив Іршанську ЗОШ, пройшов строкову службу в армії, працював на Іршанському гірничо-збагачувальному комбінаті. Закінчив 2011 року заочно Житомирський державний технологічний університет, здобувши фах інженера-механіка.
19 червня 2014-го записався добровольцем до лав ЗСУ, військовослужбовець 10-го окремого мотопіхотного батальйону 30-ї окремої механізованої бригади. Ніс службу на Чонгарі — адміністративний кордон з тимчасово окупованим Кримом, після ротації та короткочасного відпочинку вирушив на схід.
9 лютого 2015-го загинув під час мінометного обстрілу села Гранітне Волноваського району. Тоді ж полягли Юрій Панасюк та Сергій Ковтун, ще 2 вояків зазнали поранень.
Залишилися дружина Тетяна та донька Ліза 2014 року народження.
Похований 11 лютого в Іршанську, останню дорогу люди встелили квітами.

## Нагороди та вшанування
- За особисту мужність і самовідданість, виявлені у захисті державного суверенітету та територіальної цілісності України, вірність військовій присязі Указом Президента України № 480/2015 від 20 серпня 2015 року нагороджений медаллю «Захиснику Вітчизни»[1].
- За особисту мужність і самовіддані дії, виявлені у захисті державного суверенітету та територіальної цілісності України, зразкове виконання військового обов'язку Президента України № 98/2018 від 6 квітня 2018 року нагороджений орденом «За мужність» ІІІ ст. (посмертно)[2].